# Universitätsklinikum Jena

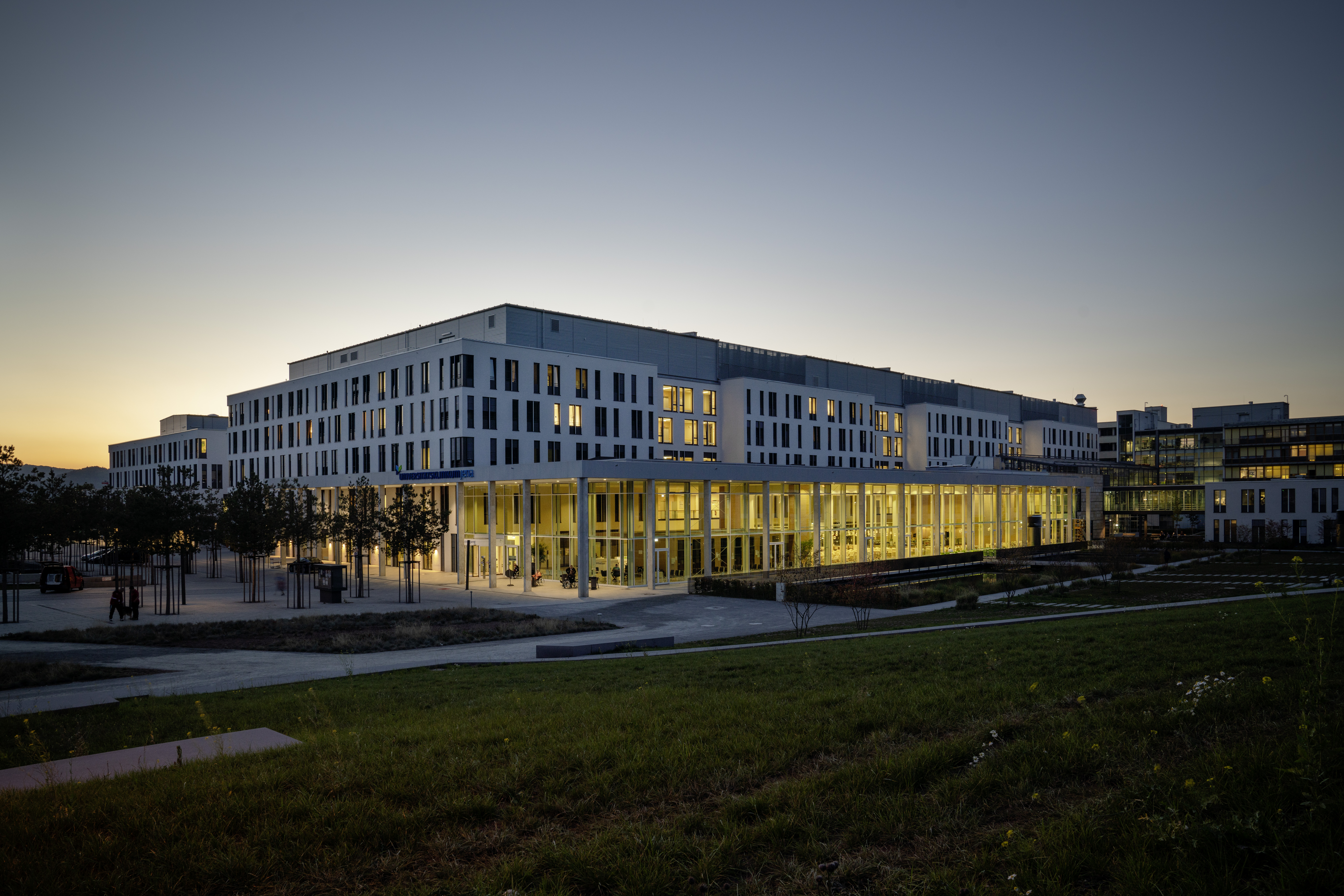
Haupteingang des Universitätsklinikums Jena

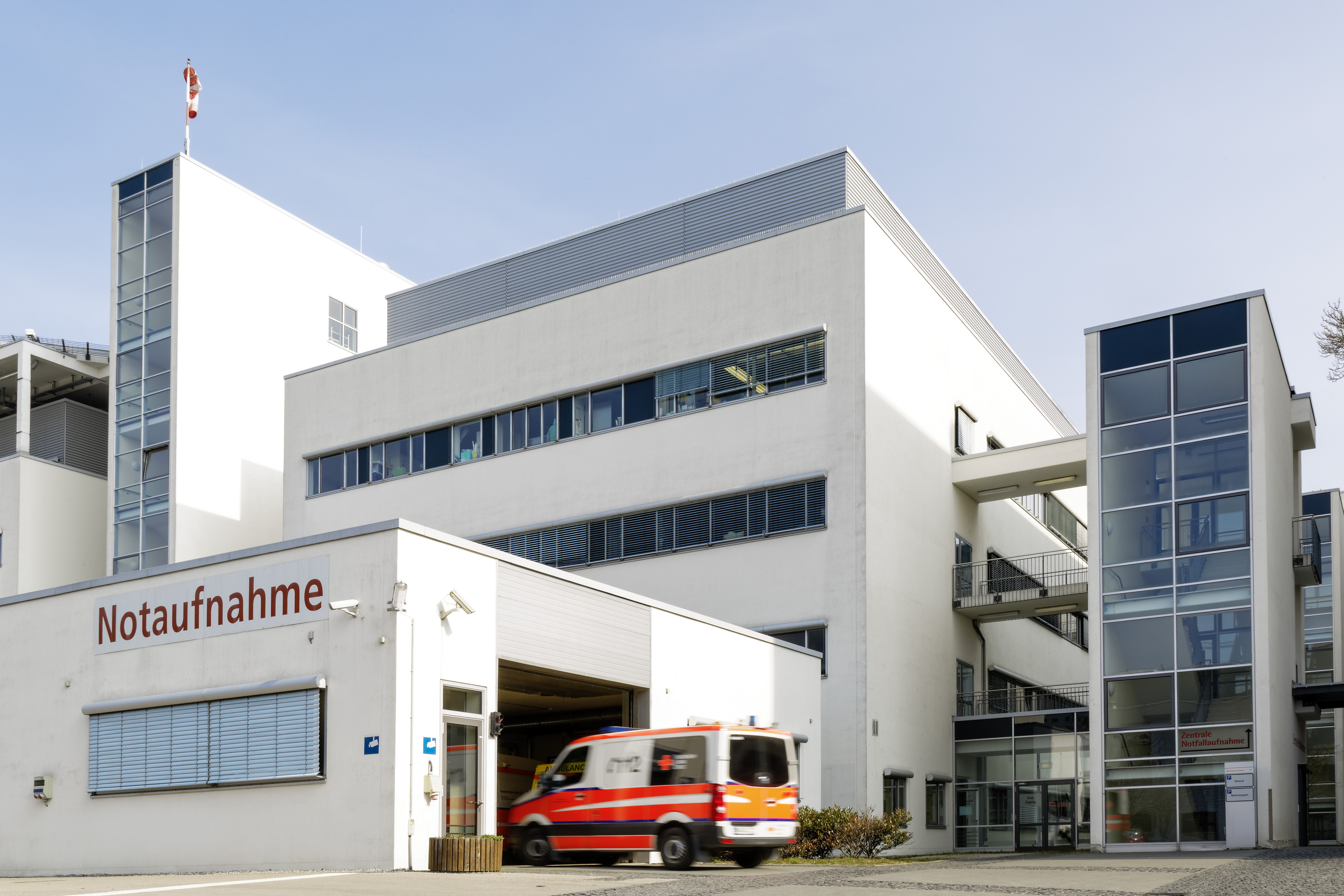
Notaufnahme

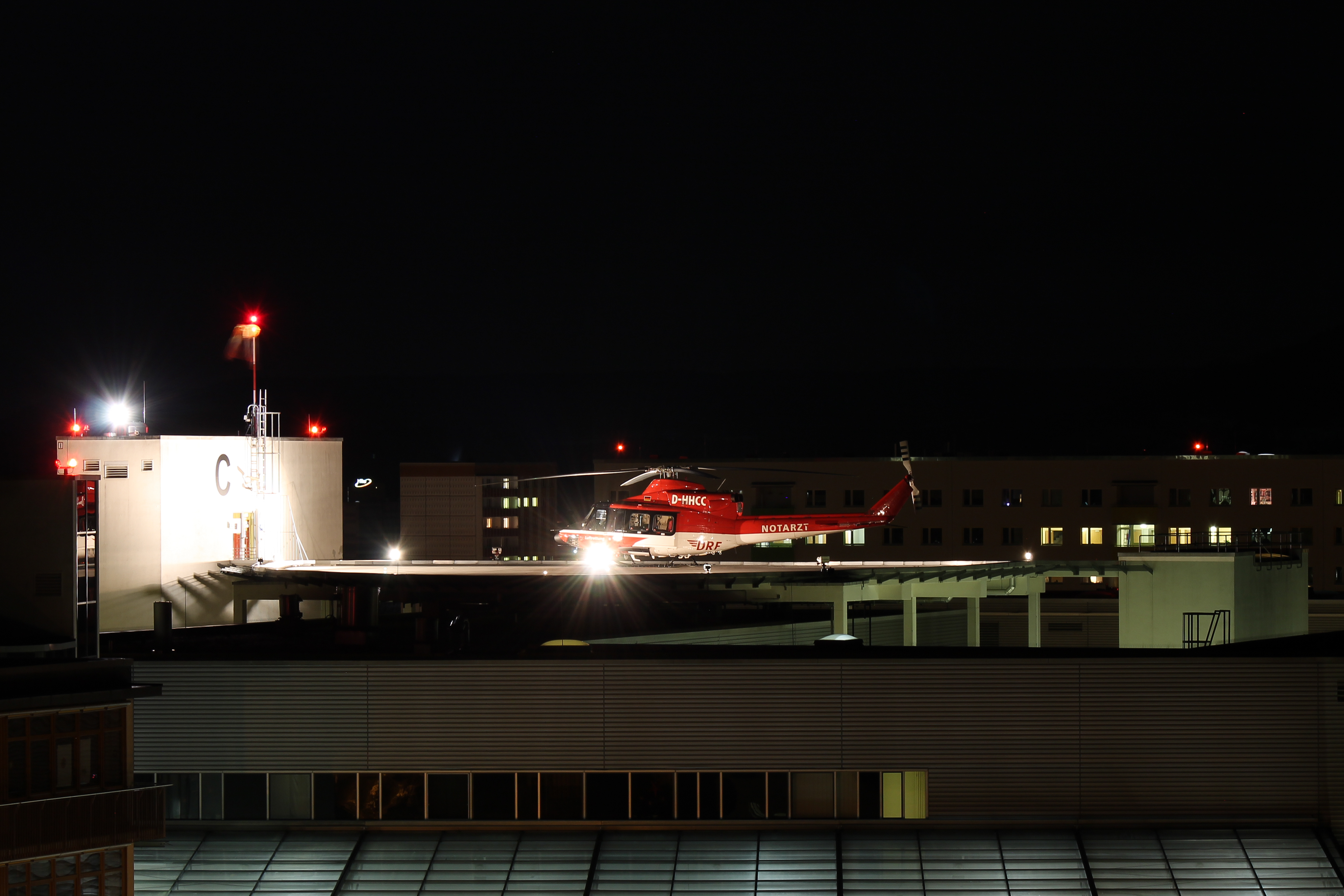
Hubschrauber der DRF Luftrettung auf dem beleuchteten Hubschrauberlandeplatz

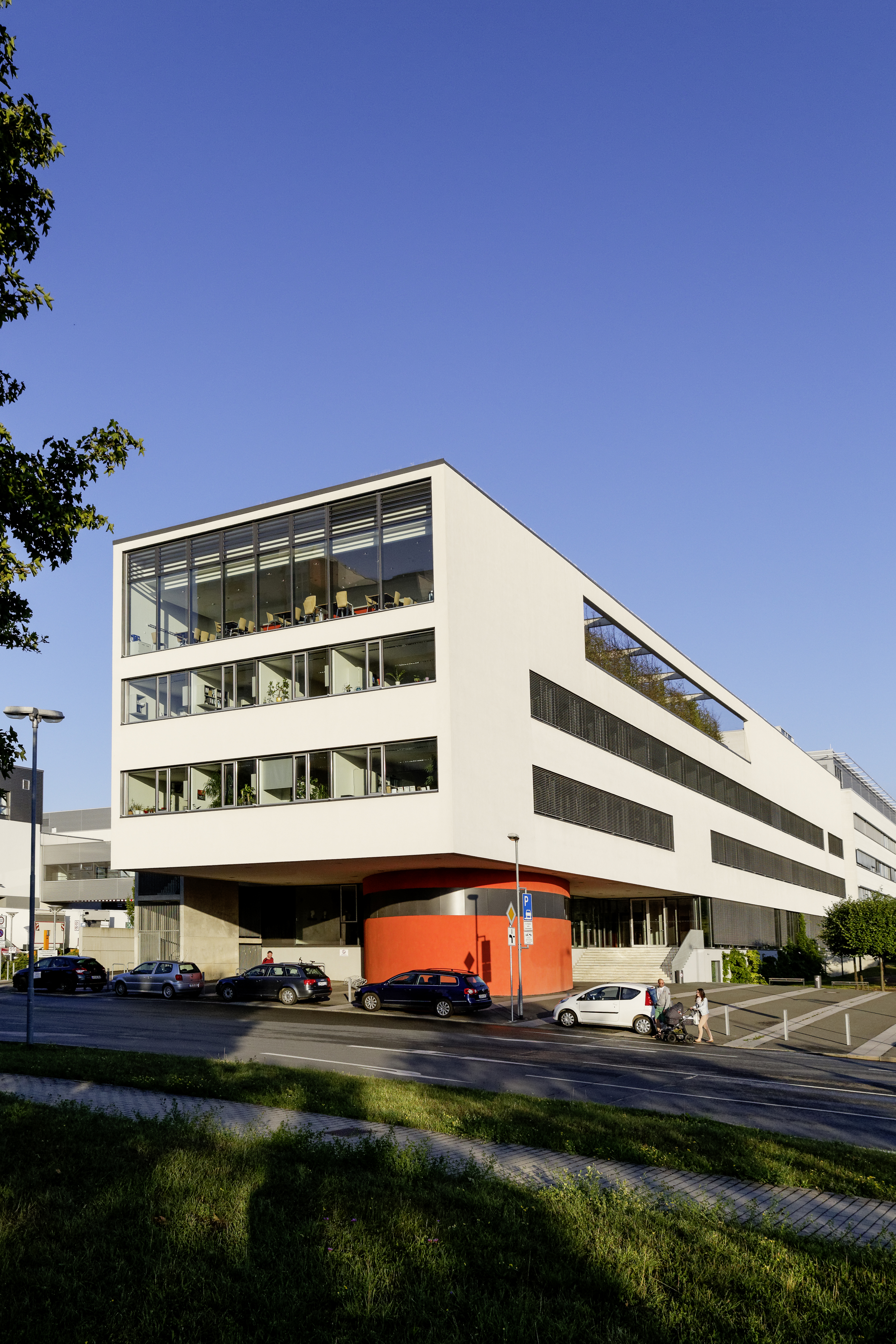
Forschungszentrum Lobeda (FZL)

Das Universitätsklinikum Jena (UKJ) ist ein Krankenhaus in Jena und der einzige Thüringer Standort der Hochschulmedizin. Das größte Klinikum im Freistaat Thüringen mit 1396 Betten gilt als einer der modernsten Klinikneubauten Deutschlands. An den Kliniken und Instituten des UKJ arbeiten mehr als 6800 Mitarbeiter. Seit dem 1. Januar 2007 ist das UKJ eine Körperschaft des öffentlichen Rechts und Teilkörperschaft der Friedrich-Schiller-Universität Jena. Deren Medizinische Fakultät ist in das UKJ integriert.

## Geschichte
Die Medizinische Fakultät zählte 1558 zu den Gründungsfakultäten der Universität Jena. Im 17. Jahrhundert wurde eine größere Praxisnähe angestrebt und naturwissenschaftlich ausgerichtete Forschungen begannen sich zu etablieren. 1803 errichtete die Stadt Jena ein Krankenhaus, in das jeder Landesangehörige gegen Erstattung der Verpflegungskosten aufgenommen werden konnte. Im Verlauf des 19. Jahrhunderts erfolgten umfangreiche Neu-, Um- und Erweiterungsbauten auf dem Gelände des Klinikums, wodurch sich die stationäre Betreuung mehr und mehr durchsetzte. Die Bettenzahl stieg allein zwischen 1880 und 1900 von 279 auf 539. Zahlreiche neue Kliniken eigenständiger Fachgebiete entstanden im beginnenden 20. Jahrhundert. Im Jahr 1917 gelang es mit finanzieller Unterstützung der Carl-Zeiss-Stiftung ein Kinderkrankenhaus im Stadtteil Jena-Süd zu errichten. Während und nach dem Ersten Weltkrieg wurden weitere wichtige Klinikneubauten an verschiedenen Standorten errichtet, wie zum Beispiel die Hautklinik in der Erfurter Straße (fertiggestellt 1924) und die Hals-Nasen-Ohren-Klinik im Bereich des Landgrafen am Steiger (1928). Durch den Zweiten Weltkrieg waren besonders Gebäude im Bereich der Bachstraße wie die Zahnklinik und die Medizinische Poliklinik von Zerstörung betroffen. Das 1915 am Steiger errichtete Gymnasium wurde 1950 zur Tuberkuloseklinik ausgebaut. Hier war bis 2017 die Urologische Klinik untergebracht.
Die bis in die 1950er Jahre als „Thüringische Landeskliniken“ geführten Einrichtungen erhielten die Bezeichnung „Kliniken der Friedrich-Schiller-Universität Jena“. Zwischen 1975 und 1980 wurde mit der Klinik für Innere Medizin in Jena-Lobeda-Ost der erste Klinikneubau seit 1928 in Jena errichtet.
In zwei Bauabschnitten und mehreren Bauphasen werden in Jena-Lobeda seit 2004 neue Gebäude bezogen, um das Klinikum an einem Standort zu konzentrieren. Wenn der Gebäudeteil A5 fertiggestellt ist, befinden sich alle Bereiche mit Patientenversorgung – mit Ausnahme der Klinik für Psychiatrie und Psychotherapie und der Klinik für Kinder- und Jugendpsychiatrie, Psychosomatik und Psychotherapie – nahezu alle klinisch relevanten Diagnostikleistungen und ein großer Teil der klinischen Forschung am Standort Jena-Lobeda.

## Krankenhausversorgung
Das Universitätsklinikum Jena ist mit mehr als 7000 Mitarbeitern der größte Arbeitgeber im Freistaat Thüringen. Jährlich werden rund 45.800 Patienten stationär und 521.000 Patienten ambulant, davon etwa 37.000 Notfallpatienten versorgt. In den Kliniken und Instituten stehen rund 1400 Planbetten zur Verfügung. Mit Angeboten der High-End-Medizin wie beispielsweise dem Transplantationszentrum, dem Perinatalzentrum, dem Interdisziplinären Brustzentrum und dem Universitätstumorzentrum sichert das Universitätsklinikum Jena die medizinische Supramaximalversorgung für die Region und weit darüber hinaus, ist aber auch Krankenhaus der Grund- und Regelversorgung für die Stadt Jena und das Umland. Das Universitätsklinikum Jena ist zertifiziert laut DIN EN ISO 9001.

## Struktur
Das Universitätsklinikum Jena verfügt über mehr als 60 verschiedene Kliniken, Institute und selbstständige Arbeitsgruppen. Die rechtliche Grundlage für die Organisation des Universitätsklinikums bildet das Thüringer Hochschulgesetz. Das oberste Aufsichtsgremium des Universitätsklinikums Jena ist der Verwaltungsrat. Die Leitung des Klinikums obliegt dem Vorstand.

### Kliniken
Nahezu alle Kliniken konzentrieren sich seit 2017 am Standort Jena-Lobeda:
- Allgemein-, Viszeral- und Gefäßchirurgie
- Anästhesiologie und Intensivtherapie
- Augenheilkunde
- Frauenheilkunde und Fortpflanzungsmedizin
- Geburtsmedizin
- Hals-, Nasen- und Ohrenheilkunde
- Herz- und Thoraxchirurgie
- Innere Medizin I (Kardiologie, Angiologie, Intensivmedizin)
- Innere Medizin II (Abteilung Hämatologie und Internistische Onkologie; Abteilung Palliativmedizin)
- Innere Medizin III (Nephrologie, Rheumatologie, Osteologie, Endokrinologie, Stoffwechselerkrankungen, Diabetologie)
- Innere Medizin IV (Gastroenterologie, Hepatologie, Infektiologie)
- Innere Medizin V (Pneumologie, Allergologie)
- Kinderchirurgie
- Kinder- und Jugendmedizin, Neonatologie
- Mund-, Kiefer- und Gesichtschirurgie/Plastische Chirurgie
- Neurochirurgie
- Neurologie
- Neuropädiatrie
- Nuklearmedizin
- Unfall-, Hand- und Wiederherstellungschirurgie
- Urologie
- Institut für Diagnostische und Interventionelle Radiologie
- Zentrum für Notfallmedizin

- Geriatrie
- Strahlentherapie und Radioonkologie

- Klinik für Hautkrankheiten

Standort An der Alten Post:
Zentrum für Zahn-, Mund- und Kieferheilkunde
Standort Philosophenweg 3:
Kliniken für
- Kinder- und Jugendpsychiatrie, Psychosomatik und Psychotherapie
- Psychiatrie und Psychotherapie

Sonstiges:
- Lehrstuhl für Orthopädie, Eisenberg

### Institute
Folgende Institute befinden sich am Standort Jena-Lobeda:
Institute für
- Arbeits-, Sozial- und Umweltmedizin
- Diagnostische und Interventionelle Radiologie
- Humangenetik
- Infektionsmedizin und Krankenhaushygiene
- Klinische Chemie und Laboratoriumsdiagnostik
- Medizinische Mikrobiologie
- Pathologie
- Physiotherapie
- Rechtsmedizin
- Transfusionsmedizin

Folgende Institute befinden sich an verschiedenen Standorten im Innenstadtbereich:
- Allgemeinmedizin
- Anatomie I und II
- Biochemie I und II
- Geschichte der Medizin
- Immunologie
- Medizinische Statistik, Informatik und Datenwissenschaften
- Molekulare Zellbiologie
- Pharmakologie und Toxikologie
- Physiologie I und II
- Psychosoziale Medizin, Psychotherapie und Psychoonkologie

## Forschung
Die Wissenschaftler am UKJ arbeiten sowohl in der patientenbezogenen klinischen Forschung als auch in der biomedizinischen Grundlagenforschung. Allein im Jahr 2018 starteten am UKJ über 70 neue Projekte, die von öffentlichen Förderern unterstützt werden; insgesamt konnten 2017 am UKJ Drittmittel in Höhe von über 30 Mio. Euro für Projekte aufgewandt werden.
Die Forschungsschwerpunkte liegen dabei auf dem Gebiet der Sepsis und Infektionsforschung, im Bereich Altern und altersassoziierte Erkrankungen, in der Medizinischen Optik und Photonik sowie im Querschnittsbereich der Zellulären Signaltransduktion. Damit gestaltet die Medizinische Fakultät die Profillinien Life und Light der Friedrich-Schiller-Universität Jena mit und ist am Exzellenzcluster „Balance of the Microverse“ beteiligt.
Mit dem Interdisziplinären Zentrum für Klinische Forschung verfügt die Medizinische Fakultät über ein Instrument zur Anschubförderung von Nachwuchswissenschaftlern und neuer Forschungsverbünde.

## Studium
Für die Staatsexamensstudiengänge Humanmedizin und Zahnmedizin werden jährlich etwa 260 bzw. 60 Studierende immatrikuliert, hinzu kommen je etwa 20 Masterstudenten der Molekularen Medizin und seit 2016 im Masterstudiengang Medical Photonics, so dass die Medizinische Fakultät im Wintersemester über 2500 Studierende zählt.
Das Curriculum in der Humanmedizin wurde grundlegend überarbeitet und das Jenaer neigungsorientierte Studium JENOS entwickelt. Die Studierenden entscheiden sich im klinischen Studienabschnitt für eine der Linien Klinik-orientierte, Ambulant-orientierte oder Forschungs-orientierte Medizin, die in Form eines Wahlfaches etwa 15 Prozent der Lehrveranstaltungen des 6.–10. Fachsemesters ausmachen.
In Kooperation mit der Ernst-Abbe-Hochschule Jena bietet das UKJ die dualen Bachelorstudiengänge „Pflege dual“ und „Geburtshilfe/Hebammenkunde“ an. Bei den Bachelorstudiengängen „Management im Gesundheitswesen“ und „Praktische Informatik“ kooperiert das UKJ mit der Dualen Hochschule Gera-Eisenach.
Das UKJ hat am 3. April 2020 als deutschlandweit erstes Klinikum den Studiengang "CoViD-19" angeboten, welcher Studierenden die Möglichkeit gibt, sich freiwillige Unterstützung während der Corona-Krise als Studienzeit anrechnen zu lassen.

## Ausbildung
Als einer der größten Ausbildungsbetriebe in Thüringen bietet das Universitätsklinikum Jena verschiedene Ausbildungen in Gesundheitsfachberufen und in den Bereichen Verwaltung, IT und Logistik. Aktuell bildet das UKJ 206 Auszubildende bzw. Studierende in Gesundheitsfachberufen sowie 22 Auszubildende bzw. Studierende im Verwaltungsbereich aus.
Bei der theoretischen Wissensvermittlung arbeitet das UKJ mit der Staatlichen Berufsbildenden Schule für Gesundheit und Soziales Jena (SBBS Jena) sowie der Staatlichen Berufsbildenden Schule Gesundheit, Soziales und Sozialpädagogik (SBBS Gera) zusammen.

## Sonstiges
In der Focus-Klinikliste, einem umfangreichen Qualitätsvergleich deutscher Krankenhäuser, belegte das UKJ 2018 Platz acht. In Thüringen lag das Klinikum wie in den Vorjahren auf dem ersten Platz.